# ضاغط هواء

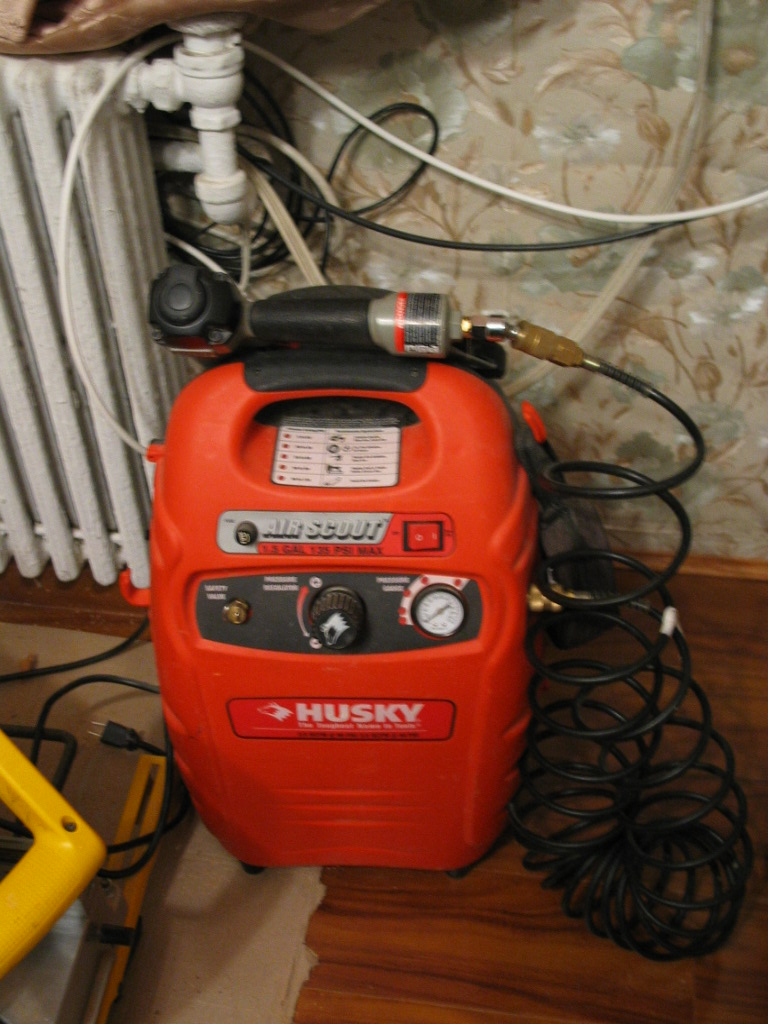
ض اغط هواء يوصل هواء داخل بندقية المسمار

ضاغط الهواء هو جهاز يُستخدم لتحويل الطاقة الميكانيكية (الممتصة من محرك كهربي أو محرك ديزل أو محرك بنزين...إلخ) إلى طاقة وضع يكتسبها الهواء فينضغط.
يقوم ضاغط الهواء بدفع كمية محددة من الهواء بشكل مستمر داخل خزان ضغط، وبالتالي يزداد ضغط الهواء داخل الخزان، ويستمر الضاغط بالعمل حتى يصل الضغط داخل الخزان إلى القيمة القصوى. يظل الهواء المضغوط بداخل الخزان إلى أن يحين استخدامه.
يُمكن استخدام الطاقة المخزنة في الهواء المضغوط في العديد من الاستخدامات، فعند خروج الهواء المضغوط من الخزان ينخفض الضغط تدريجياً، ويُصاحب ذلك ارتفاع في طاقة الحركة للهواء (تحول طاقة الوضع المخزنة إلى طاقة حركة)، والتي يُمكن الاستفادة منها في العديد من التطبيقات.
يبدأ ضاغط الهواء بالعمل مرة أخرى عندما ينخفض الضغط داخل الخزان إلى الحد الأدنى.

## تصنيف
يمكن تصنيف الضواغط حسب الضغط الواصل: 
1. ضاغط ذو ضغط منخفض حيث ينتج ضغط يصل إلى 150 psi  أو أقل.
2. ضاغط ذو ضغط متوسط يتراوح بين 150 و 1000 psi.
3. ضاغط ذو ضغط مرتفع ينتج ضغط اعلى من 1000 psi.

يمكن تصنيفهم أيضا حسب التصميم ومبدأ العمل:
1. ضاغط دورانى لولى.
2. ضاغط محوري.

## ضاغط ذو إزاحة
هناك طرق عديدة لضغط الهواء تنقسم إلى ضاغط موجب الإزاحة أو ضاغط ديناميكي دوار (roto-dynamic)

### موجب الإزاحة
يعمل هذا الضاغط عن طريق دفع الهواء داخل حجرة والتي يقل حجمها كي تضغط الهواء. عند الوصول لأقصى ضغط فإن هناك مخرج أو صمام يفتح لطرد الهواء داخل النظام من حجرة الضغط. أشهر الأنواع لموجب الإزاحة:
- المكبس: يتم تطبيق مبدأ دفع الهواء داخل حجرة حيث يتحرك المكبس داخل هذه الحجرة فيقل حجمها تدريجيا وبالتالى يتم ضغط الهواء. يستخدم بها صمامات ذو اتجاه واحد لإدخال الهواء داخل الحجرة.
- ضاغط دوراني لولي [2](Rotary screw): يتم استخدام زوج من قلاووظ حلزوني حيث يتم تركيبهم سويا حيث عند دورانهم يتم إرشاد الهواء لحجرة حيث يتم ضغطه داخلها عن طريق تقليل حجمها تدريجيا.
- ضاغط ذو أرياش (Vane): يستخدم جهاز دوار له ريش لها إزاحات مختلفة ترشد الهواء لحجرة الضغط. يستخدم لضغط الهواء عند ضغوط عالية.

### إزاحة ديناميكية
تشمل هذه الضواغط ضاغط الطرد المركزي والضاغط المحوري. في هذه الأنواع يقوم العضو الدوار بنقل طاقة حركته إلى الهواء والتي تتحول إلى طاقة ضغط. يستدم به قوة الطرد المركزي المتولدة لتسريع الهواء ثم تخفيض سرعته والذي ينتج عنه انضغاط الهواء.

## تبريد
نتيجة التسخين الاديباتيكي فإنه لا بد من استخدام طريقة لطرد هذه الحرارة. يمكن استخدام الهواء أو الماء على الرغم من استخدام بعض الضواغط للزيت لعملية التبريد. تدخل التغيرات الجوية في الاعتبار عند تبريد الضاغط.

## تطبيقات

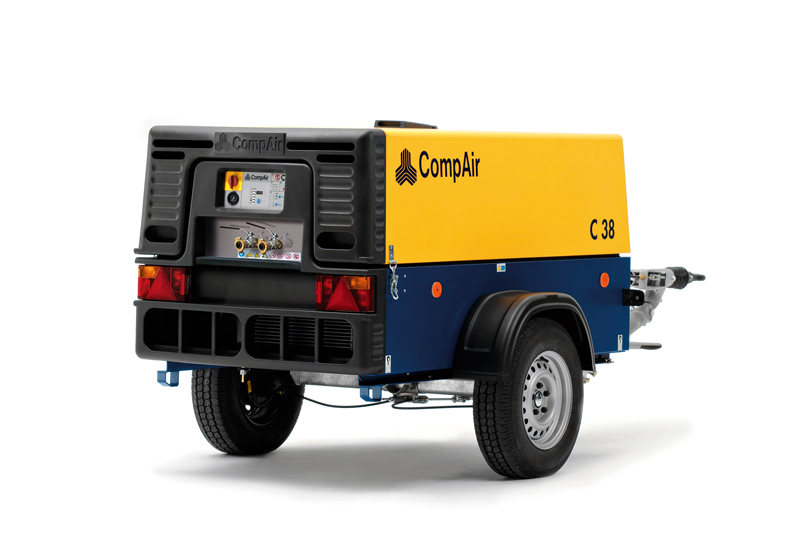
ضاغط هواء محمول

يستخدم ضاغط الهواء في العديد من الأشياء والتي تشمل: توصيل هواء مضغوط نظيف لملو أسطوانة غاز، توصيل هواء ذو ضغط متوسط ونظيف لمعدات الغاطسين، توصيل هواء ذو ضغط متوسط للمكاتب وصمامات أنظمة التحكم الهوائي لأنظمة التكييف والتهوية، توصيل هواء متوسط الضغط للآلات التي تعمل بقوة الهواء المضغوط مثل المطرقة الثاقبة، ملو خزانات بهواء ذو ضغط عالي، لملو الإطارات، توصيل هواء ذو ضغط متوسط بكميات كبيرة للصناعات المختلفة مثل أكسدة فحم الكوك في الصناعات البترولية ومحطات إنتاج الأسمنت وغيرها. 
تتمثل معظم ضواغط الهواء الموجودة حاليا  في الضاغط ذو المكبس الترددي، القلاووظ الدوار وضواغط الطرد المركزي. 
أشهر أنواع الضواغط تتمثل في: ضواغط كهربية أو ضواغط تعمل بالوقود أو الغاز. تقاس قدرة الضاغط بالحصان والقدم المكعب لكل دقيقة من الهواء المسحوب. يحدد حجم الخزان حجم الهواء المضغوط المتاح. يستخدم الضاغط الذي يعمل الوقود في الأماكن ابلبعيدة والتي من الصعب توفير بها مصدر للطاقة الكهربية. بعض العيوب لها أنها تحتاج اماكن مفتوحة للغاز الناتج وينتج عنها ضوضاء. تستخدم في الإنتاج، الورش والمرآب حيث تكون الكهرباء ليست مصدر دائم. ضواغط الورش تكون 10-120 فولت أو 230-240 فولت.

## صيانة
كى نتاكد من ان جميع الضواغط تعمل بكفاءة لا بد من إجراء صيانة دائمة لها ودورية مثل تغيير القطع التي يحتاج إليها. يقترح على أصحاب الضواغط عمل فحص يومي لمعداتهم مثل:
- فحص تسرب الزيت والهواء.[4]
- فحص فرق الضغط في فلتر الضاغط.
- فحص إذا كان الزيت يحتاج للتغير.
- التأكد من أن درجة الحرارة غير مرتفعة حتى لا يحدث تسخين زائد للوحدة.